# Monumento ai Tetrarchi
Il monumento ai Tetrarchi è un doppio gruppo statuario in porfido rosso egiziano, costituito da quattro figure in altorilievo, collocate all'angolo del tesoro di San Marco, nell'omonima piazza a Venezia. L'altezza delle figure è di 1,36 metri.

## Storia
Le quattro figure, che costituiscono un gruppo unitario, vennero scolpite a partire da un materiale lapideo, il porfido, che sin dall'età di Tiberio era associato frequentemente ed in maniera esclusiva alla figura imperiale ed utilizzato per i progetti monumentali di Roma e, in seguito, di Costantinopoli, dati il colore rosso dello stesso e la sua preziosità. Il gruppo proviene da Costantinopoli e fu trasportato a Venezia dopo la conquista della città nel 1204 ad opera delle truppe crociate.
Nel 1958 Paolo Verzone ipotizzò che il monumento ai tetrarchi fosse originariamente ubicato in un luogo di Costantinopoli chiamato Philadelphion ("luogo dell'amore fraterno"), dove i Patria attestano la presenza di un gruppo scultoreo con delle figure abbracciate che identificano con i figli di Costantino. La provenienza delle statue da Costantinopoli è confermata oltre ogni dubbio dal ritrovamento, avvenuto nel 1965, durante gli scavi del Myrelaion (moschea Bodrum), del frammento col piede mancante di una delle statue, reperto che oggi è conservato nel Museo archeologico di Istanbul.
I personaggi ritratti sono ricordati, nella tradizione veneziana, a metà tra il racconto favolistico e il folclore popolare, come "i quattro ladroni", pietrificati da san Marco per aver tentato di sottrarre dalla basilica i preziosi arredi sacri.
La critica contemporanea propende per l'identificazione dei quattro personaggi raffigurati con i tetrarchi d'età dioclezianea, considerando come la rappresentazione dei due augusti (leggermente barbuti) e dei due cesari (glabri), nell'atto di abbracciarsi, sia molto simile a quella rinvenibile nell'arco di Galerio a Tessalonica.

## Descrizione

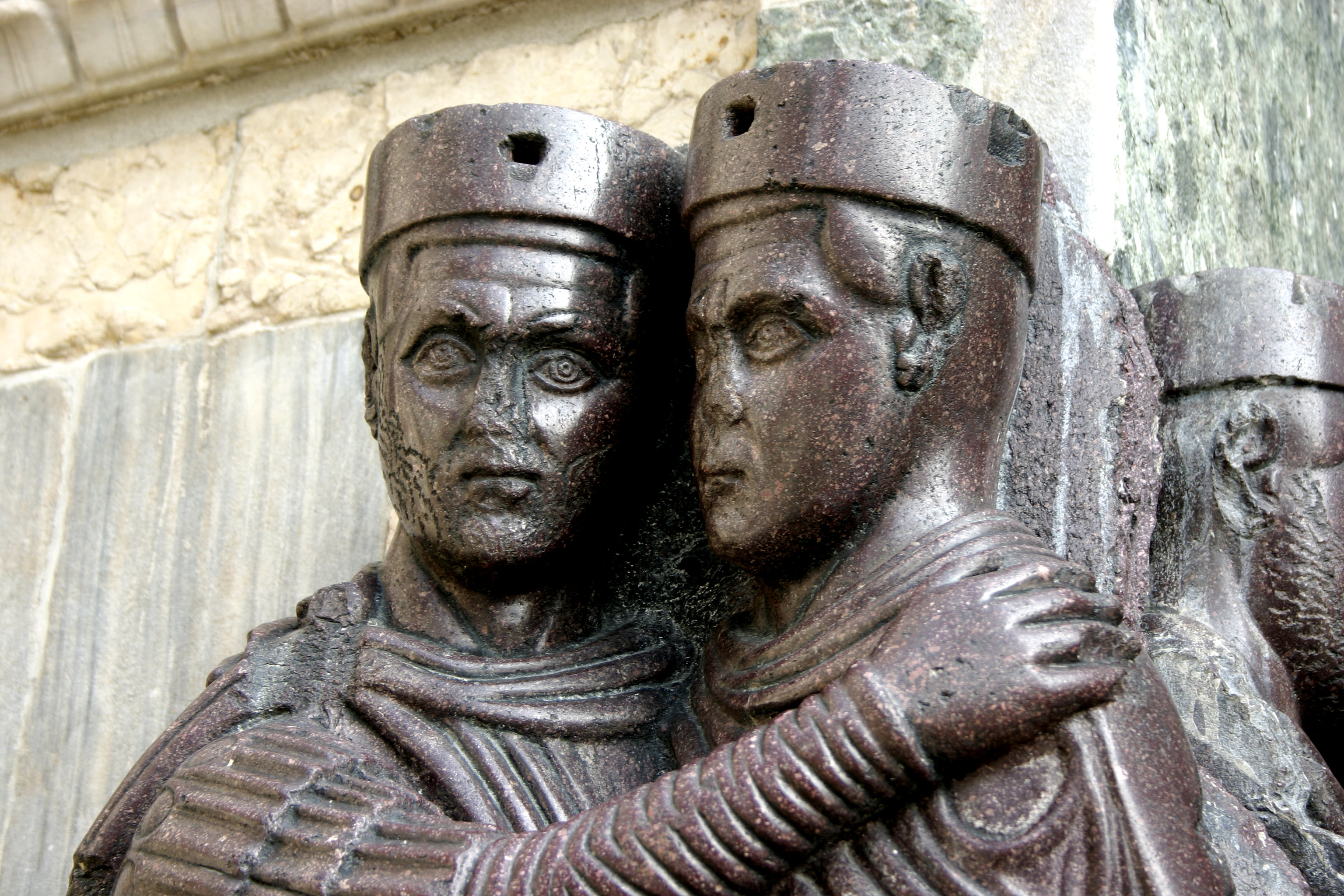
Dettaglio dei volti

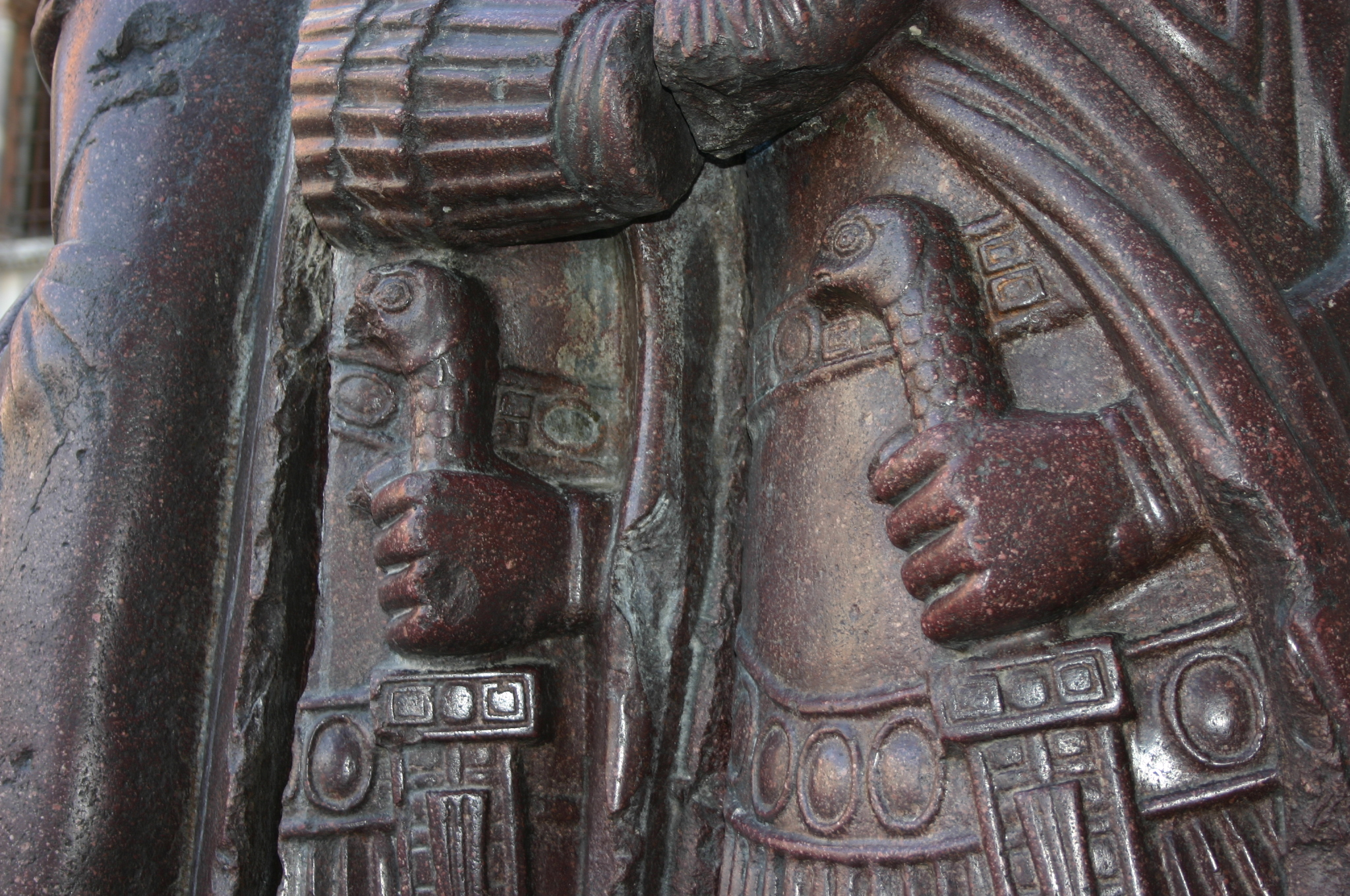
Le spade

L'identificazione del doppio gruppo statuario con i primi quattro tetrarchi è tradizionale e generalmente accettata, nonostante qualche interpretazione che vi legge temi simbolici come l'abbraccio tra la pars Orientis e Occidentis. Tradizionalmente viene messo in relazione con la prima tetrarchia, tra il 293 e il 303. Analogamente a rappresentazioni simili in Vaticano, le statue dovevano trovarsi in cima a colonne, poggianti sulla mensola, ad un'altezza che è stata calcolata sugli otto metri. Le figure ad altorilievo, l'anziano e il giovane, si abbracciano a due a due, simboleggiando così la concordia e la fraternitas tra gli Augusti (Diocleziano e Massimiano) e i Cesari (Galerio e Costanzo Cloro), che doveva garantire la successione nell'Impero dopo i tumultuosi scontri seguiti alla morte degli imperatori durante l'ultimo secolo.
Le quattro figure di imperatore hanno lo stesso abito-corazza, in un atteggiamento rigido e impassibile che ricorda le divinità orientali, come la triade palmirena di Baalshamin. Sono caratterizzate dal copricapo pannonico, dal paludamentum e dalla corazza (lorìca) coi baltei gemmati; le corazze erano anticamente abbellite da foglie d'oro; gli imperatori impugnano saldamente una spada riccamente adorna, la cui elsa è a forma di testa d'aquila, secondo un modello probabilmente di origine sasanide. Nelle due coppie l'imperatore che poggia la mano destra sulla spalla sinistra dell'altro è barbato, a voler probabilmente segnalare l'età più anziana dell'Augusto rispetto ai Cesari. Le teste sono simili, con gli occhi scolpiti e copricapi piatti che al centro ospitavano gemme o paste vitree; esse presentano comunque alcuni tratti di individuazione fisiognomica, ma nonostante ciò non è possibile identificare con certezza quale figura appartenga all'uno o all'altro tetrarca per la scarsità di confronti e l'astrattezza della rappresentazione. Inoltre erano rappresentati come dei buoni amministratori.

## Stile
L'opera viene attribuita a maestranze egiziane, anche per la loro specializzazione nel trattare la durissima pietra del porfido, proveniente dalle cave del Mons Porphyreticus in Egitto. Il gruppo è considerato, oltre che il simbolo della tetrarchia stessa, un capolavoro della scultura tardoantica, dove sono evidenti le caratteristiche di essenzialità, simbolismo e pittoricismo di quest'epoca di "rottura" nella tradizione artistica, priva ormai quasi del tutto di richiami allo stile ellenistico. Altra tesi ritiene lo stile classico sublimato in una corrente formale che riesce ad unire tre elementi culturali differenti: greco-romano, barbaro-celtico e persiano-sasanide, ciò renderebbe il monumento non solo un simbolo di atemporalità e profonda mistica del potere, ma anche un collante visivo e culturale fra oriente ed occidente, in un quadro di solidificazione ideale dell'impero universale di Roma.
Nonostante la stilizzazione sia ben avanzata, le forme non arrivano a essere troppo essenziali, spoglie, e mantengono un ricco volume. La loro fissità, l'assenza di dettagli immediati e veristici rendono l'insieme particolarmente adatto a simboleggiare l'eternità e la solidità del nuovo assetto imperiale che la tetrarchia si proponeva.

## Altre immagini

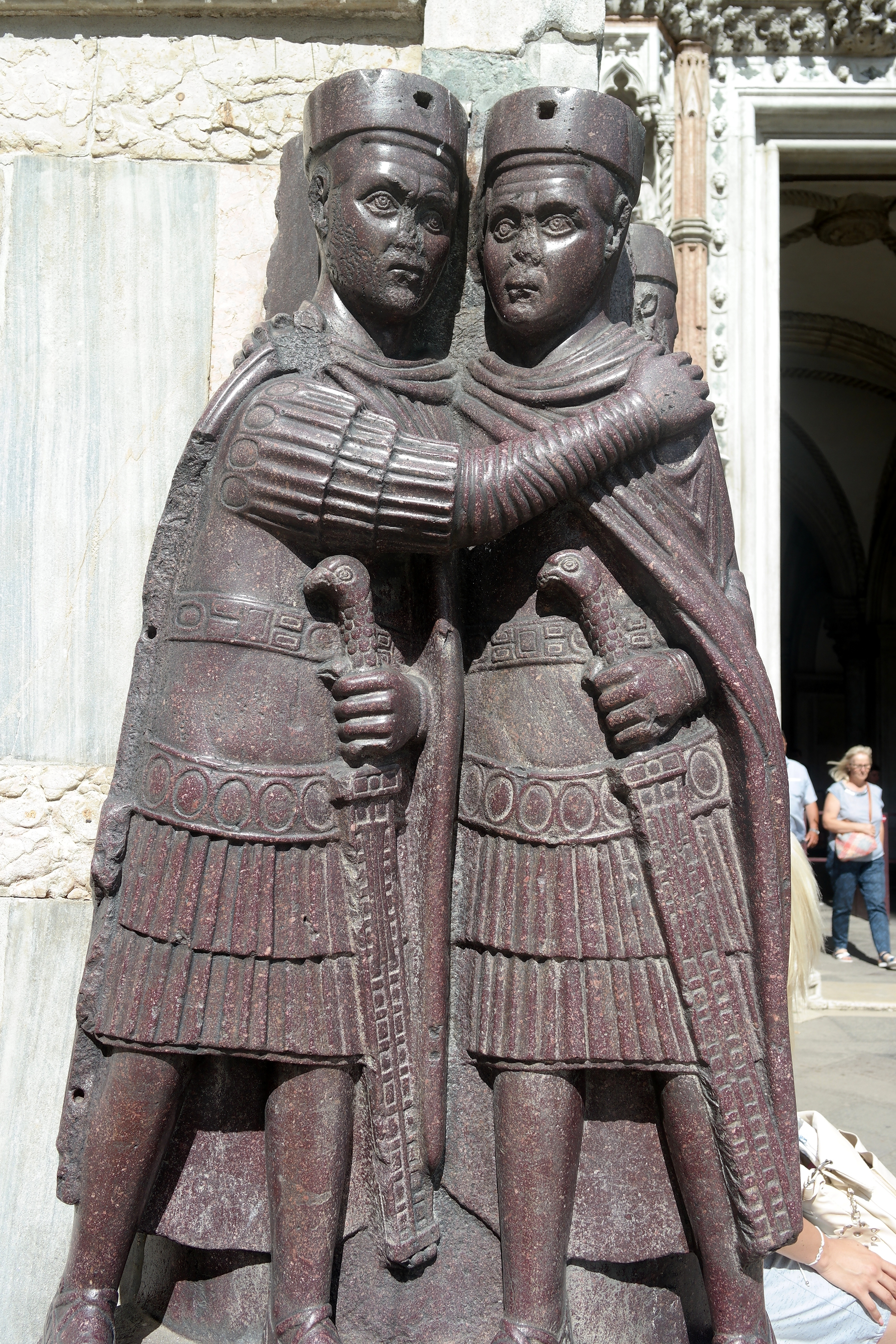
Il gruppo sud.
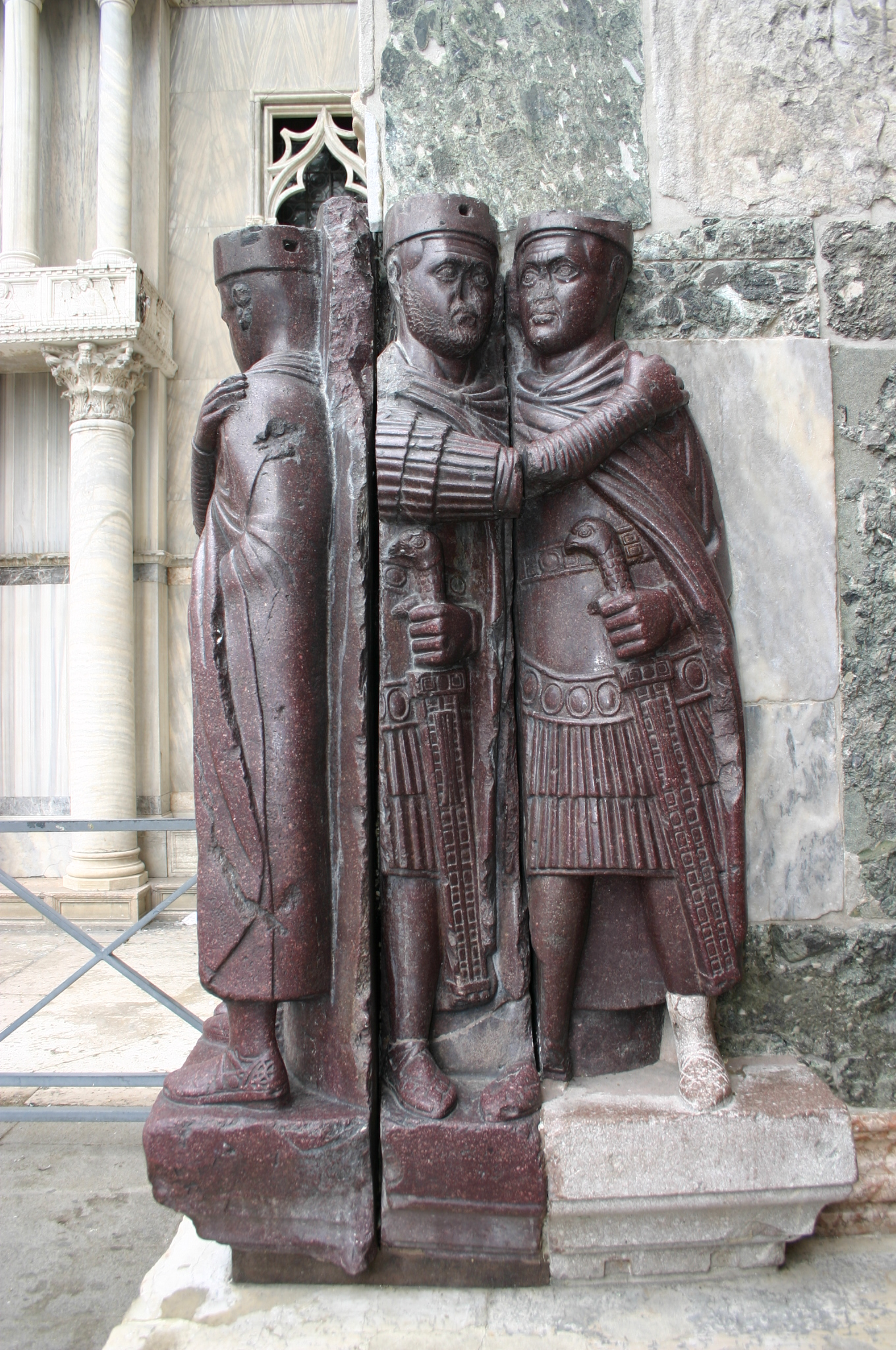
Il gruppo est.
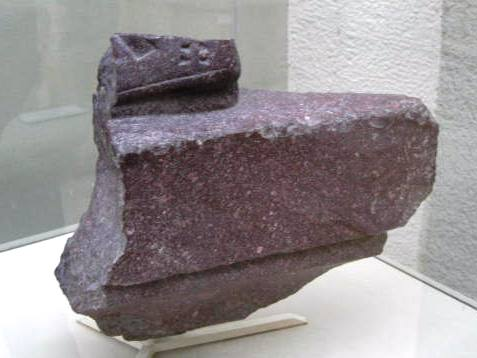
Il frammento di basamento presso il museo archeologico di Istanbul.